# The Grave Digger
The Grave Digger deveti je studijski album njemačkog heavy metal-sastava Grave Digger. Diskografska kuća Nuclear Blast Records objavila ga je 22. listopada 2001. Smatra se najmračnijim albumom sastava od albuma Heart of Darkness. Album je posvećen Edgaru Allanu Poeu.

## Popis pjesama
Tekstovi: Chris Boltendahl, glazba: Boltendahl, Manni Schmidt, Jens Becker.
| 1.    | »Son of Evil«         | 5:04 |
| 2.    | »The Grave Digger«    | 5:05 |
| 3.    | »Raven«               | 4:33 |
| 4.    | »Scythe of Time«      | 5:14 |
| 5.    | »Spirits of the Dead« | 3:55 |
| 6.    | »The House«           | 5:41 |
| 7.    | »King Pest«           | 4:08 |
| 8.    | »Sacred Fire«         | 4:11 |
| 9.    | »Funeral Procession«  | 5:45 |
| 10.   | »Haunted Palace«      | 4:13 |
| 11.   | »Silence«             | 7:15 |
| 55:04 |                       |      |

| Bonus pjesma na digipak izdanju | Bonus pjesma na digipak izdanju | Bonus pjesma na digipak izdanju | Bonus pjesma na digipak izdanju | Bonus pjesma na digipak izdanju | Bonus pjesma na digipak izdanju | Bonus pjesma na digipak izdanju | Bonus pjesma na digipak izdanju | Bonus pjesma na digipak izdanju | Bonus pjesma na digipak izdanju |
| Br.                             | Skladba                         | Trajanje                        |                                 |                                 |                                 |                                 |                                 |                                 |                                 |
| ------------------------------- | ------------------------------- | ------------------------------- | ------------------------------- | ------------------------------- | ------------------------------- | ------------------------------- | ------------------------------- | ------------------------------- | ------------------------------- |
| 12.                             | »Black Cat«                     | 3:50                            |                                 |                                 |                                 |                                 |                                 |                                 |                                 |
| 58:54                           |                                 |                                 |                                 |                                 |                                 |                                 |                                 |                                 |                                 |

| Bonus pjesme na ruskom izdanju | Bonus pjesme na ruskom izdanju | Bonus pjesme na ruskom izdanju | Bonus pjesme na ruskom izdanju | Bonus pjesme na ruskom izdanju | Bonus pjesme na ruskom izdanju | Bonus pjesme na ruskom izdanju | Bonus pjesme na ruskom izdanju | Bonus pjesme na ruskom izdanju | Bonus pjesme na ruskom izdanju |
| Br.                            | Skladba                        | Trajanje                       |                                |                                |                                |                                |                                |                                |                                |
| ------------------------------ | ------------------------------ | ------------------------------ | ------------------------------ | ------------------------------ | ------------------------------ | ------------------------------ | ------------------------------ | ------------------------------ | ------------------------------ |
| 12.                            | »Black Cat«                    | 3:50                           |                                |                                |                                |                                |                                |                                |                                |
| 13.                            | »Starlight« (obrada Accepta)   | 4:19                           |                                |                                |                                |                                |                                |                                |                                |
| 63:13                          |                                |                                |                                |                                |                                |                                |                                |                                |                                |

| Bonus pjesma na japanskom izdanju | Bonus pjesma na japanskom izdanju    | Bonus pjesma na japanskom izdanju | Bonus pjesma na japanskom izdanju | Bonus pjesma na japanskom izdanju | Bonus pjesma na japanskom izdanju | Bonus pjesma na japanskom izdanju | Bonus pjesma na japanskom izdanju | Bonus pjesma na japanskom izdanju | Bonus pjesma na japanskom izdanju |
| Br.                               | Skladba                              | Trajanje                          |                                   |                                   |                                   |                                   |                                   |                                   |                                   |
| --------------------------------- | ------------------------------------ | --------------------------------- | --------------------------------- | --------------------------------- | --------------------------------- | --------------------------------- | --------------------------------- | --------------------------------- | --------------------------------- |
| 12.                               | »Running Free« (obrada Iron Maidena) | 3:13                              |                                   |                                   |                                   |                                   |                                   |                                   |                                   |
| 58:17                             |                                      |                                   |                                   |                                   |                                   |                                   |                                   |                                   |                                   |

## Zasluge
| Grave Digger - Manni Schmidt – gitara, produkcija - Chris Boltendahl – vokal - Jens Becker – bas-gitara - Stefan Arnold – bubnjevi - H.P. Katzenburg – klavijature Dodatni glazbenici - Olaf Senkbeil – prateći vokal - Hacky Hackmann – prateći vokal | Ostalo osoblje - Britta Kühlmann – snimanje - Henning Winter – snimanje - Jens Rosendahl – fotografije - Markus Mayer – grafički dizajn, koncept naslovnice, dizajn - Jörg Umbreit – produkcija, snimanje, miks - Vincent Sorg – produkcija, miks, mastering |